# Ster ZLM Toer
La Ster ZLM Toer és una competició ciclista per etapes que es disputa anualment per les carreteres dels Països Baixos durant el mes de juny. La cursa es va crear el 1987, sent amateur en els primers anys i oberta a professionals des del 1996. Ha portat diferents noms des de la seva creació: Rondom Schijndel (1987 a 1989), Teleflex Tour (1990 a 1997), Ster der Beloften (1998 a 2000), Ster Elekrotoer (2001 a 2010), Ster ZLM Toer des del 2011 al 2018 i ZLM Toer des del 2019. Del 2005 al 2019 formà part de l'UCI Europe Tour, en una categoria 2.1. Des del 2022 forma part de l'UCI ProSeries.
L'edició del 2018 no es disputà per problemes econòmics i les del 2020 i 2021 foren suspeses per culpa de la pandèmia de COVID-19.
Philippe Gilbert, amb tres victòries és el ciclista que més vegades ha guanyat la cursa.

## Palmarès
| Any               | Vencedor              | Segon                 | Tercer               |         |
| ----------------- | --------------------- | --------------------- | -------------------- | ------- |
| Rondom Schijndel  |                       |                       |                      |         |
| 1987              | Theo Gevers           | Jos Bol               | Frank van Merwijk    |         |
| 1988              | Arno Ottevanger       | Menno Vink            | Harry Rozendal       |         |
| 1989              | Reem Kok              | Anthony Theus         | Luboš Lom            |         |
| Teleflex Tour     |                       |                       |                      |         |
| 1990              | John den Braber       | Servais Knaven        | Tonnie Akkermans     |         |
| 1991              | Tristan Hoffman       | Niels Boogaard        | Arno Ottevanger      |         |
| 1992              | Martin van Steen      | Robert de Poel        | Saulius Šarkauskas   |         |
| 1993              | Servais Knaven        | Wim van de Meulenhof  | Patrick Jonker       |         |
| 1994              | Jos Wolfkamp          | Bennie Gosink         | Remigius Lupeikis    |         |
| 1995              | Bennie Gosink         | Lucien de Louw        | Jan Boven            |         |
| 1996              | Tyler Hamilton        | Nate Reiss            | Danny Nelissen       |         |
| 1997              | Eddy Bouwmans         | Bert Hiemstra         | Wim van de Meulenhof |         |
| Ster der Beloften |                       |                       |                      |         |
| 1998              | Karsten Kroon         | Ralf Grabsch          | Bjørnar Vestøl       |         |
| 1999              | Ralf Grabsch          | Frank McCormack       | Erwin Thijs          |         |
| 2000              | Andy De Smet          | Bram Tankink          | Andrei Kàixetxkin    |         |
| Ster Elektrotoer  |                       |                       |                      |         |
| 2001              | Xavier Jan            | Marcel Strauss        | René Haselbacher     |         |
| 2002              | Bart Voskamp          | Bram Schmitz          | Michael Boogerd      |         |
| 2003              | Gerben Löwik          | Niels Scheuneman      | Rik Reinerink        |         |
| 2004              | Nick Nuyens           | Paul Van Hyfte        | Philippe Gilbert     |         |
| 2005              | Stefan Schumacher     | Nick Nuyens           | Laurens ten Dam      |         |
| 2006              | Kurt Asle Arvesen     | Jurgen Van De Walle   | Paolo Bossoni        |         |
| 2007              | Sebastian Langeveld   | Paul Martens          | Kurt Asle Arvesen    |         |
| 2008              | Enrico Gasparotto     | Vassil Kirienka       | Nikolai Trússov      |         |
| 2009              | Philippe Gilbert      | Niki Terpstra         | Borut Božič          |         |
| 2010              | Adam Hansen           | Johan Coenen          | Thomas De Gendt      |         |
| Ster ZLM Toer     |                       |                       |                      |         |
| 2011              | Philippe Gilbert      | Niki Terpstra         | Ramūnas Navardauskas |         |
| 2012              | Mark Cavendish        | Lars Boom             | Jürgen Roelandts     |         |
| 2013              | Lars Boom             | André Greipel         | Mark Cavendish       |         |
| 2014              | Philippe Gilbert      | Tim Wellens           | Gianni Meersman      |         |
| 2015              | André Greipel         | Yves Lampaert         | Moreno Hofland       |         |
| 2016              | Sep Vanmarcke         | Sean De Bie           | Jos van Emden        |         |
| 2017              | José Gonçalves Maciel | Primož Roglič         | Laurens De Plus      |         |
| 2018. No disputat |                       |                       |                      |         |
| 2019              | Mike Teunissen        | Amund Grøndahl Jansen | Mads Würtz Schmidt   |         |
| ZLM Tour          |                       |                       |                      |         |
| 2020              | suspesa               | suspesa               | suspesa              | suspesa |
| 2021              | suspesa               | suspesa               | suspesa              | suspesa |
| 2022              | Olav Kooij            | Jakub Mareczko        | Aaron Van Poucke     |         |
| 2023              | Olav Kooij            | Sam Welsford          | Nils Eekhoff         |         |
| 2024              | Rune Herregodts       | Max Walker            | Tom Bohli            |         |
| 2025              | suspesa               | suspesa               | suspesa              | suspesa |